# Mars Piloted Orbital Station
Mars Piloted Orbital Station (MARPOST) (en español Estación orbital pilotada de Marte) es un proyecto ruso para enviar una misión tripulada orbital a Marte, con varias propuestas alternativas, entre las que incluyen utilizar un reactor nuclear para poner en marcha un motor eléctrico del cohete. En el año 2005 se presentaron hasta 30 propuestas alternativas. El diseño de la nave estaba previsto que estuviera listo en el año 2012 y la nave en sí, en el año 2021.

## Escenario de la misión
MARPOST sería lanzada a Marte junto con una flota de naves espaciales robóticas diseñada para estudiar el planeta tanto desde su órbita como desde su superficie, mientras los humanos no es necesario que aterricen en el planeta rojo. La estación alcanzaría la órbita de Marte desde donde su tripulación investigará a Marte operando con los robots; por esta razón la misión se llama 'híbrido'.
Ya que los robots serán controlados por tripulantes desde MARPOST desde la órbita marciana, se eliminará uno de los problemas básicos de las misiones robotizadas de Marte, el retardo de 14 minutos para que las señales de radio lleguen a la Tierra. Las muestras marcianas serán recogidas por estos robots y entregadas a MARPOST para después ser devueltas a la Tierra. La duración total de la misión es aproximadamente de 2,5 años con un mes de trabajo en órbita de Marte. La misión también demostraría que las personas pueden sobrevivir a un viaje largo por el espacio profundo y desempeñar con eficacia sus responsabilidades profesionales, incluyendo la manipulación de la nave espacial y la realización de actividades de investigación.

## Evolución del proyecto
La idea de esta misión "híbrida" fue promovida por primera vez por el experto en política espacial rusa, preparado en los Estados Unidos, Dr. Yuri Karash en Política Espacial y Relaciones Internacionales, obtuvo su Doctorado en el año 1997, en la Universidad Americana. Su artículo fue publicado en el diario ruso Nezavísimaya Gazeta el 18 de octubre de 2000 titulado Vperyod, Na Mars! Rossii sleduyet vzyat kurs na sozdaniye marsianskoi pilotiruemoy orbitalnoy stantsii (¡Hacia adelante, hacia Marte! Rusia está preparada para iniciar el camino para desarrollar una Estación Orbital Pilotada de Marte). Karash afirmó que Rusia, mientras continúa su participación con el programa de la Estación Espacial Internacional (ISS), debería construir el resto de módulos rusos que faltan para la estación, pero en lugar de adjuntarlos a la ISS, montarlos en órbita como un complejo autónomo y dirigirlos a Marte con tripulantes a bordo. Dándole al mismo tiempo al complejo espacial el nombre de MARPOST.
Otros puntos de vista sugieren que MARPOST podría ser una misión conjunta ruso-estadounidense cuyo objetivo fuera allanar el camino para alcanzar la superficie marciana por astronautas. Rusia, aprovechando su amplia experiencia en la construcción y operación de estaciones espaciales orbitales a largo plazo, construiría una nave espacial transplanetaria, mientras que los Estados Unidos, aprovechando la experiencia adquirida durante las misiones Apolo de aterrizaje en la Luna, construiría el módulo de aterrizaje para Marte.

## Vista general de MEK
La idea de MARPOST fue retomada por Leonid Gorshkov, uno de los principales diseñadores de la compañía energética Corporación Espacial y Cohetes Energia S.P. Korolev (RKK Energiya), principal desarrollador espacial ruso y constructor de materiales para vuelo espacial tripulado. Fue quien propuso utilizar el complejo espacial conocido como Mezhplanetniy Ekspeditsioniy Komplex (Complejo Expedicionario Interplanetario) (MEK), que fue desarrollado y diseñado por RKK Energia.
El precio aproximado de la operación sería de 14-16 mil millones de dólares y el período de realización entre 12-14 años. Los elementos de MEK fueron diseñados inicialmente para ser lanzados al espacio por un cohete Energia, que se asemeja al cohete Saturno V por su capacidad de carga útil. Más tarde, sin embargo, para abaratar la misión, los elementos de MEK fueron rediseñados para ser lanzados por un cohete Proton o Angará. El peso total de MEK es de aproximadamente 400 toneladas. El vuelo hacia Marte se realizaría mediante propulsión por motores iónicos.